# Epichrysoatomus unfasciatipennis
Epichrysoatomus unfasciatipennis är en stekelart som beskrevs av Girault 1916. Epichrysoatomus unfasciatipennis ingår i släktet Epichrysoatomus och familjen finglanssteklar. Inga underarter finns listade i Catalogue of Life.